# Fantasy Ride
Fantasy Ride је трећи студијски албум поп певачице Сијере, који је изашао 3. маја 2009. у издању Колумбија рекордса.

## Синглови
| #  |  |                                              | |  |  |
| -- |  | -------------------------------------------- | --- |  |  |
| 1. |  | „Go Girl” featuring T-Pain                   | 2. септембар 2008. (Радио) 5. септембар 2008. Music download 22. септембар 2008. CD single 30. септембар 2008. Music download          |  |  |
| 2. |  | „Never Ever” featuring Young Jeezy           | 19. јануар 2009. (Radio Impact) 3. фебруар 2009. (Music download)                                                                      |  |  |
| 3. |  | „Love Sex Magic” featuring Џастин Тимберлејк | 5. април 2009. (Digital download) 8. април 2009. (Digital download) 27. април 2009. (CD Single) 1. мај 2009. (CD Single & Maxi Single) |  |  |
| 4. |  | „Like a Surgeon”                             | 15. јун 2009. |  |  |
| 5. |  | „Work” (featuring Missy Elliott)             | 23. јун 2009 (Music video debut, Radio impact) 23. јун 2009 (Digital download) 27. јул 2009 (CD single, Digital download)              |  |  |

## Списак песама

### Standard Edition
- „Ciara to the Stage“ (Production and Writing Credits: Tricky Stewart, Brandon "Blade" Bowles, Rodney Richard, Jasper Cameron, Ciara Harris) - 3:45

1. „Love Sex Magic“ (featuring Џастин Тимберлејк) (Production and Writing Credits: The Y's (Mike Elizondo, James Fauntleroy, R. Tadross, Џастин Тимберлејк)) - 3:40
2. „High Price“ (featuring Ludacris) (Production and Writing Credits: Tricky Stewart, Terius "The-Dream" Nash, Chris "Ludacris" Bridges, Kuk Harrell) - 4:02
3. „Turntables“ (featuring Крис Браун) (Production and Writing Credits: Nate "Danja" Hills, Marcella "Ms. Lago" Araica, Крис Браун, C. Harris, N. Washington, Candice Nelson, Jim Beanz[1]) - 4:31
4. „Like a Surgeon“ (Production and Writing Credits: Tricky Stewart, The-Dream, Kuk Harrell) - 4:27
5. „Never Ever“ (featuring Young Jeezy) (Production and Writing Credits: Jamal "Polow da Don" Jones, C. Harris, Esther Dean, Elvis Williams, K. Gamble, J. Jenkins, L. Huff) - 4:32
6. „Lover's Thing“ (featuring The-Dream) (Production and Writing Credits: Carlos "Los da Mystro" McKinney, The-Dream, Kuk Harrell) - 3:27
7. „Work“ (featuring Missy Elliott) (Production and Writing Credits: Danja, M. Araica, C. Harris, M. Elliott) - 4:05
8. „Pucker Up“ (Production and Writing Credits: Rodney "Darkchild" Jerkins, Kaleena Harper, Osinachi Nwaneri) - 3:52
9. „G Is for Girl (A-Z)“ (Production and Writing Credits: The Y's (M. Elizondo, J. Fauntleroy, R. Tadross, J. Timberlake), C. Harris) - 3:37
10. „Keep Dancin' On Me“ (Production and Writing Credits: Tricky Stewart, The-Dream, Kuk Harrell) - 3:33
11. „Tell Me What Your Name Is“ (Production and Writing Credits: Luke "Dr. Luke" Gottwald, Benjamin "Benny Blanco" Leven, R. Jackson) - 3:38
12. „I Don't Remember“ (Production and Writing Credits: L. Taylor, Shaffer "Ne-Yo" Smith, Polow da Don, C. Harris, D. Dalton) - 3:47

### Bonus Tracks
| #   | Title                                                                           | Production and Writing Credits                                | Featured Guest    | Length |
| --- | ------------------------------------------------------------------------------- | ------------------------------------------------------------- | ----------------- | ------ |
| 14. | "Echo" (UK & Japan bonus track)                                                 | Danja, D. Dalton, M. Aracia, Patrick "J Que" Smith, C. Harris |                   | 3:38   |
| 16. | "Go Girl" (Japan bonus track)                                                   | Faheem "T-Pain" Najm, David Balfour, J. Cameron, C. Harris    | T-Pain            | 4:30   |
| 17. | "Never Ever" (Mike D Radio Mix) (UK, Australia & Japan bonus track)             | DJ Mike, E. Williams, J. Jones                                | Young Jeezy       | 4:03   |
| 18. | "Fit Of Love" (Dutch & Italian iTunes Deluxe Edition bonus track)               | Reginald "Syience" Perry, Tawanna "Frankie Storm" Dabney      |                   | 3:18   |
| 19. | "Love Sex Magic" (Electric Bounce Radio Mix) (Japan Deluxe Edition bonus track) | Jason Nevins, The Y's                                         | Justin Timberlake | 3:12   |
| 20. | "When I" (iTunes Pre-order bonus track, selected releases only)                 | Dreshan "Champ Champ" Smith, Stacy "Stacelette" Barthe        |                   | 4:04   |

### Limited Deluxe Edition
Including all Standard Edition tracks:
1. "Echo" - 3:38
2. "I’m On" (A.J. Birchett, A.D. Birchett, C. Harris) - 3:56
3. DVD with exclusive video content.[11]
i. Behind-The-Scenes Footage: Photoshoot, Rehearsals, Recording Studio[11]
ii. The Making of: Go Girl, Never Ever, Love Sex Magic[11]
ii. Music Videos: Go Girl, Never Ever, Love Sex Magic[11]